# Рушанський хребет
Руша́нський хребе́т — гірський хребет в Таджикистані. Відноситься до гірської системи Паміру. Довжина близько 120 км. Найвища точка — пік Патхор (6 083 м).
Простягається дугою із південного заходу на північний схід між долинами річок Бартанг на півночі та Гунт на півдні. На сході з'єднується з Північно-Алічурським хребтом.
Складений гранітоїдами, метаморфічними і глинистими сланцями, гнейсами, вапняками. Вкритий льодовиками.
Пустелі і напівпустелі підніжжя змінюються субтропічними степами, які переходять в кам'янисте високогір'я.